# 인간에 관하여
《인간론》(영어: On Man) 혹은 그의 연작 철학의 요소들(Elementa philosophica, 1651-8)중 한 편인 인간에 관하여(De Homine, 1658)는 영국의 철학자 토머스 홉스의 철학 저서로 그의 유명한 주저인 <리바이어던>과 함께 그의 철학 체계를 대표하는 책. 중세 유럽의 교회 중심의 인간관과 근대 시민사회의 인간관으로 이행하는 과정 속에서, 홉스가 주장하는 인간관은 기계론적 인간관과 근대적 개인관을 대변하고 있다. 이 책은 인간의 정신 작용을 유물론적 관점에서 해석할 수 있는 실마리를 제공해 준다.

## 소개
홉스는 이 책에서 인간의 정신 작용을 유물론적 관점에서 해석할 수 있는 실마리를 선구적으로 제시하고 있다. 아리스토텔레스의 사상 체계가 지배적이었던 중세 말기 유럽의 사조는 근대 초기에도 영향을 미치고 있었고 신체의 사멸 이후에도 영혼의 존재를 인정했다. 홉스의 인간 개념은 유럽의 근대화 과정에서 나타난 과학적 자연관에 기초를 둔 기계론적 인간관과, 자연권이라는 천부적 권리를 갖는 평등한 근대적 개인관을 대변한다. 즉 중세 유럽의 교회 중심의 규범적·유기체적 인간관에서 근대 시민사회의 세속적·기계적 인간관으로 이행하는 과정 속에서, 근대적 개인의 요소와 중세의 전체주의적 인간의 요소가 혼재하는 것으로 볼 수 있지만, 근대적 개인의 요소가 더 강하다고 할 수 있다.
홉스는 인간을 자연체와 정치체 등 두 측면으로 구분해서 설명한다. 자연체로서 인간은 수많은 세포들이 기계론적 인과법칙에 따라 하나의 통일체를 이룬 것으로, 자기 보존과 욕망의 실현과 확장을 그 목적으로 삼는 주체이고, 기계론적 인과법칙에 따라 이해하고 설명할 수 있는 자연물의 일부다. 한편 정치체로서의 인간은 사회라는 인위적 구성체를 구성하는 하나의 원자적 존재다. 이 정치체로서의 인간을 사회적 규범에 따라 개인의 고유한 권리와 사회적 책임의 주체로서 인격(persona)이라고 한다. 이때 인격은 자연 상태에서는 안전하게 향유할 수 없는 권리를 국가라는 사회로부터 보장받는 동시에 책임을 수반하는 사회적 존재다. 인간은 상호 대립과 투쟁이 본질인 자연 상태의 불안을 벗어나 평화와 안녕을 추구하기 위해 국가라는 인위적 사회 체제를 구성하고, 고유의 자연권을 안전하게 보존하기 위해 자연권의 일부를 국가라는 사회에 양도함으로써 인격의 지위를 얻는다.
근대 유럽을 지배했던 기계론적 자연관의 모델을 벗어나지 않는 홉스의 인간 개념은 자연물로서 이해되는 동시에 근대적 개인이라는 권리와 의무의 주체라는 의미가 강하게 부각되고 있다. 홉스는 군주의 절대적 권력도 평등한 개인의 자연권을 계약에 의해 위임받은 것이라고 함으로써, 그 권력의 기반이 사회 구성원 개인의 자연권으로 구성되어 있음을 인정했다. 이런 점에서 그는 사회 체제에 일방적으로 예속되어 있었던 중세의 신민 개념과는 전혀 다른 근대적 인간 개념의 원형을 선구적으로 제시했다고 할 수 있다.

## 같이 보기
- 인간론 (기독교)

## 서지 정보
- 이준호 역, 2009년, 지식을만드는지식[깨진 링크(과거 내용 찾기)] ISBN 978-89-6406-227-2